# 让-皮埃尔·奥利维尔·萨丹
让-皮埃尔·奥利维尔·萨丹（法語：Jean-Pierre Olivier de Sardan，1941年7月11日—），法国人类学家，自1960年代起长期在尼日尔开展研究活动。他同时担任马赛社会科学高等学院人类学教授（研究主任）、法国国家科学研究中心名誉研究主任以及阿卜杜·穆穆尼大学副教授等职。
奥利维尔·萨丹早期的研究工作主要围绕尼日尔的土著人部落展开，主要使用古典人类学研究方法。他在后期转向研究如何将人类学研究应用于非洲国家的发展援助和公共政策制定的领域，是发展人类学的奠基人之一。